# Xã Greenbush, Quận Ward, Bắc Dakota
Xã Greenbush (tiếng Anh: Greenbush Township) là một xã thuộc quận Ward, tiểu bang Bắc Dakota, Hoa Kỳ. Năm 2010, dân số của xã này là 20 người.